# William G. Dever
William G. Dever (Louisville, 27 de novembro de 1933) é um arqueólogo estadunidense, especialista em história de Israel e Oriente Próximo dos tempos bíblicos, que foi professor de arqueologia e antropologia do Oriente Próximo na Universidade do Arizona entre 1975 e 2002. Dever graduou-se em 1955 no Milligan College, e concluiu seu doutoramento na Universidade Harvard em 1966.
Dever foi diretor de escavações em Gezer 1966-71, 1984 e 1990, diretor da escavação em Khirbet el-Kom e Qacaqir Jebel (West Bank) 1967-71; investigador principal em Tell el-Hayyat escavações (Jordânia) 1981-85, e diretor assistente da Universidade do Arizona Expedição ao Idalion, Chipre, 1991, entre outras escavações.
Ele usou sua extensa experiência em arqueologia do Oriente Próximo campo para argumentar, em Será que Deus tem uma esposa? Arqueologia e religião popular no Antigo Israel (2005), para a persistência da veneração de ídolo na religião todos os dias de 'pessoas comuns' no antigo Israel e Judá. Discutir evidências arqueológicas de uma série extensa de sites israelitas, em grande parte datado entre os dias 12 e 8 aC, Dever argumentou que esta religião 'popular', com os seus altares locais e objetos cultuais, amuletos e oferendas votivas, foi representante da perspectiva da maioria da população, e que a Jerusalém centrada "religião livro do Deuteronômio estabelecem na Bíblia hebraica foi sempre apenas o privilégio de uma elite, um ideal "em grande parte impraticável 'religiosa.